# Clovis de Hesse-Philippsthal-Barchfeld
Clovis de Hesse-Philippsthal-Barchfeld (en allemand, Chlodwig von Hessen-Philippsthal-Barchfeld), né le 30 juillet 1876 à Burgsteinfurt, décédé le 17 novembre 1954 à Bad Hersfeld.
Il est landgrave de Hesse-Philippstahl-Barchfeld de 1905 à 1954.

## Famille
Fils de Guillaume de Hesse-Philippsthal-Barchfeld (1831-1890) et de Adélaïde von Bentheim.
En 1904, Clovis de Hesse-Philippsthal-Barchfeld épouse Caroline de Solms-Hohensolms-Lich (1877-1958), (fille du prince Hermann de Solms-Hohensolms-Lich).
Cinq enfants sont nés de cette union :
- Guillaume de Hesse-Philippsthal-Barchfeld (1905-1942)), (tué à Gor en Russie), le 30 janvier 1933 il épouse Marianne de Prusse (1913-1983), (fille de Frédéric-Guillaume de Prusse), ils ont trois enfants dont le landgrave actuel le prince Guillaume de Hesse-Philippsthal (1933-)
- Ernest de Hesse-Philippsthal-Barchfeld (1906-1934)
- Irène de Hesse-Philippsthal-Barchfeld (1907-1980), en 1934 elle épouse Waldemar von Thomsen (1891-1977), divorcés en 1955, puis remariés en 1957
- Alexis de Hesse-Philippstahl-Barchfeld (1911-1939)
- Victoria-Cécilie de Hesse-Philippsthal-Barchfeld (1914-1998).

En 1925, Clovis de Hesse-Philippsthal-Barchfeld hérite des possessions de la cinquième branche, cette lignée de Hesse-Philippsthal étant éteinte.
Clovis de Hesse-Philippsthal-Barchfeld appartient à la lignée de Hesse-Philippsthal-Barchfeld, cette sixième branche est issue de la cinquième branche de la Maison de Hesse. Les six branches de la Maison de Hesse sont issues de la première branche de la Maison de Brabant.
Clovis de Hesse-Philippsthal-Barchfeld est le grand-père de l'actuel landgrave de Hesse-Philippsthal-Barchfeld, le prince Guillaume de Hesse-Philippsthal (1933-).